# Calgary’s WinSport Bobsleigh/Luge Track
Koordinaten: 51° 4′ 47″ N, 114° 12′ 57″ W

Streckenplan

Der Calgary’s WinSport Bobsleigh/Luge Track war eine Kunsteisbahn für den Bob-, Skeleton- und Rennrodelsport im kanadischen Calgary.
Die Bahn befindet sich im Canada Olympic Park und war während der Olympischen Winterspiele 1988 Austragungsort der Bob- und Rennrodelwettbewerbe.

## Geschichte
Nachdem 1981 Calgary als Austragungsort der Olympischen Winterspiele 1988 bestimmt wurde, begannen im Herbst 1984 die Bauarbeiten für eine Bob- und Rennschlittenbahn, welche im Februar 1986 fertiggestellt wurde. Dies geschah mit Hilfe ostdeutscher Technik und einer Beratungsfirma aus Kanada. Die Baukosten der Bahn beliefen sich auf 27 Millionen Kanadische Dollar. Sie war neben der Olympia-Bobbahn Mount Van Hoevenberg die zweite Bahn in Nordamerika und zur damaligen Zeit die erste kombinierte Bob- und Rennrodelbahn des Kontinents. Ende der 1980er Jahre fanden erstmals Skeleton-Rennen auf der Strecke statt. 1992 war die Bahn Austragungsort der Skeleton-Weltmeisterschaft. Nachdem bei den Olympischen Winterspielen 1988 die Jamaikanische Bobmannschaft ihren ersten Auftritt hatte, wurde die Geschichte des Teams unter dem Titel Cool Runnings – Dabei sein ist alles verfilmt. Dabei fanden für den Film im Jahr 1993 Dreharbeiten auf der Olympiabahn von Calgary statt. Die Bahn war damit nach der Pista olimpica Eugenio Monti, mit dem James Bond 007 – In tödlicher Mission-Film, eine von zwei Bobbahnen auf der ein Film gedreht wurde.
2001 wurde eine Indoor-Starttrainingsanlage in der Nähe der Strecke eröffnet.
Am Morgen des 6. Februar 2016 brachen 8 Jugendliche in die Anlage ein. Als sie mit einem Schlitten die Bahn hinunter fuhren, trafen sie in Kurve 5 auf eine Weiche. Der Unfall führte zum Tod von zwei der Jugendlichen, während die anderen schwere Verletzungen erlitten.
Am 5. Februar 2019 gab WinSport als Betreiber der Bahn bekannt, dass diese aufgrund von fehlenden 8 Millionen Kanadischen Dollar nicht weiter betrieben werde. Am 3. März 2019 wurde die Bahn geschlossen, und im Oktober begannen Abrissarbeiten an Teilen der Strecke.

## Bahnrekorde
| Disziplin                   | Rekord | Athleten                      | Datum             | Zeit     |
| --------------------------- | ------ | ----------------------------- | ----------------- | -------- |
| Rennrodeln Einsitzer Männer | Start  | Johannes Ludwig               | 11. Dezember 2010 | 4,780 s  |
| Rennrodeln Einsitzer Männer | Bahn   | Felix Loch                    | 8. Dezember 2017  | 44,274 s |
| Rennrodeln Einsitzer Frauen | Start  | Tatjana Hüfner                | 21. November 2009 | 4,913 s  |
| Rennrodeln Einsitzer Frauen | Bahn   | Tatjana Iwanowa               | 18. Dezember 2015 | 46,525 s |
| Rennrodeln Doppelsitzer     | Start  | Toni Eggert & Sascha Benecken | 17. Dezember 2011 | 1,082 s  |
| Rennrodeln Doppelsitzer     | Bahn   | Toni Eggert & Sascha Benecken | 8. Dezember 2017  | 43,421 s |

## Ausgetragene Wettkämpfe
- Olympische Winterspiele 1988
- Rennrodel-Weltmeisterschaften: 1990, 1993, 2001
- Bob-Weltmeisterschaften: 1996, 2001 (Frauen), 2005
- Skeleton-Weltmeisterschaften: 1992, 1996, 2001, 2005